# Stanley Arco
Stanley Edilson Arco (Laranjeiras do Sul, 17 de junho de 1963) é um pastor brasileiro, teólogo e administrador da Igreja Adventista do Sétimo Dia, que atua como presidente da instituição para a América do Sul.

## Biografia
Stanley Arco nasceu no estado do Paraná, sul do Brasil, e é fruto de uma família de professores da rede adventista. É formado em Teologia pelo Centro Universitário Adventista de São Paulo (UNASP) e está cursando mestrado em Relações Familiares pela Universidade Adventista de Montemorelos, no México. A trajetória ministerial de Stanley foi no meio educacional, pois iniciou seu trabalho no ministério adventista como pastor capelão na cidade de Cuiabá (estado do Mato Grosso), no Colégio Adventista Centro América.

## Atuação eclesiástica
Stanley foi eleito para a presidência da Divisão Sul-Americana da Igreja Adventista, pela primeira vez, em abril de 2021. No dia 7 de julho de 2025, foi eleito para um segundo mandato durante a Assembleia da Associação Geral da igreja, ocorrida na cidade de Saint Louis, nos EUA.

## Vida pessoal
Stanley é casado com Regiane dos Reis Arco. O casal tem três filhas: Dilsiane, Monise e Thaís e três genros: Carlos Alberto, Renan e Alison; Stanley e Regiane também possuem 3 netos: Matias, Nicolás e Noah.